# Русский коллаборационизм во Второй мировой войне

Российский триколор использовался Русской Национальной Народной Армией (РННА) в марте 1942 года и дивизией «Руссланд» и в феврале 1945 года стал официальным символом Комитета освобождения народов России (КОНР) и Русской освободительной армии (РОА) Андрея Власова

Андреевский флаг, официальный символ РОА и КОНР Власова, также использовался на национальном значке русских остарбайтеров

Флаг «каминцев», использовавшийся НСТПР, РОНА и администрацией в Локте и Лепеле с Георгиевским крестом и Георгием Победоносцем

Русский коллаборационизм во Второй мировой войне — политическое, экономическое и военное сотрудничество советских граждан русской национальности, а также эмигрантов из числа подданных бывшей Российской империи с оккупационными властями нацистской Германии и её союзников во время Второй мировой войны. Включает в себя также казачий коллаборационизм.
В постсоветской России термин «коллаборационизм» для обозначения людей, сотрудничавших в различных формах с нацистским оккупационным режимом, стал употребляться лишь в последнее время, поскольку в соответствии с Указом Президиума Верховного Совета СССР от 17 апреля 1943 года они официально именовались «немецко-фашистскими злодеями, шпионами, изменниками Родины», поэтому в советской исторической науке и юриспруденции обычно использовались формулировки «предатель», «изменник Родины», «член семьи изменника Родины», «пособник».

## Причины и масштабы явления
Среди всех воюющих государств Второй мировой войны самый высокий процент политического и военного коллаборационизма был отмечен среди граждан Франции и СССР. Сотрудничество граждан СССР с оккупантами развивалось в различных формах: военной, политической, хозяйственной, административной. Причины, толкнувшие людей на этот шаг, имели сложный и неоднозначный характер, были порождены разными обстоятельствами психологического, мировоззренческого, бытового (меркантильного), а иногда и религиозного порядка (к примеру, староверчество). Бесспорно, что среди этих людей имелась значительная прослойка антисоветски настроенных граждан, которые добросовестно и преданно служили немецким оккупационным властям. Жёсткий тоталитарный сталинский режим, коллективизация, раскулачивание и расказачивание, насильственные депортации и переселения целых народов, голодные катастрофы, сталинские репрессии и повсеместный террор, утрата национальной независимости прибалтийскими государствами и другие следствия преобразований большевиков, вызывали недовольство значительной части населения, явление носило массовый характер, по мнению некоторых, в 1941—1945 гг. в рамках Второй мировой и Великой Отечественной в СССР разгорелся второй этап гражданской войны, когда миллионы граждан страны вновь оказались по разные стороны баррикад с оружием в руках друг против друга. Всё это активно использовала нацистская пропаганда — под предлогом освобождения порабощённых народов СССР проводилась политика демонизации советского государства при сокрытии собственного террора на оккупированных территориях. Немаловажным фактором была и продолжающаяся антисоветская деятельность белогвардейской эмиграции — в особенности той её части, которая заняла «непримиримую позицию», а с началом Великой Отечественной войны встала на позицию «пораженчества» по отношению к существующему режиму в СССР:20.
На территориях, оккупированных нацистской Германией и её союзниками, оказалось около 70 миллионов советских граждан. В частях Вермахта с 1940 по 1945 год служило до 1,5 миллиона граждан СССР (только в одном 1944 году до 1 миллиона:20), ещё около 3 миллионов находилось в нацистской Германии на принудительных работах в качестве остарбайтеров:20.
По данным С. М. Маркедонова, только «через казачьи части на стороне Германии в период с октября 1941 года по апрель 1945 года прошло около 80 000 человек, из которых, вероятно, только не более 15—20 тысяч человек не были казаками по происхождению». Но эти числа включают в себя и казаков, бывших в 1941 году гражданами СССР, и вставших на путь коллаборационизма после гитлеровской оккупации. По данным на январь 1943 года, было сформировано 30 отрядов из казаков, общей численностью около 20 000 человек.
По данным К. Александрова, военную службу на стороне Германии в 1941—1945 годах несли примерно 1,24 млн граждан СССР: 400 тыс. русских (в том числе 80 тыс. в казачьих формированиях), 250 тыс. украинцев, 180 тыс. представителей народов Средней Азии, 90 тыс. латышей, 70 тыс. эстонцев, 40 тыс. представителей народов Поволжья, 38,5 тыс. азербайджанцев, 37 тыс. литовцев, 28 тыс. представителей народов Северного Кавказа, 20 тыс. белорусов, 20 тыс. грузин, 20 тыс. крымских татар, 20 тыс. русских немцев и фольксдойче, 18 тыс. армян, 5 тыс. калмыков, 4,5 тыс. ингерманландцев (преимущественно в финской армии); нет точных данных о численности молдаван.

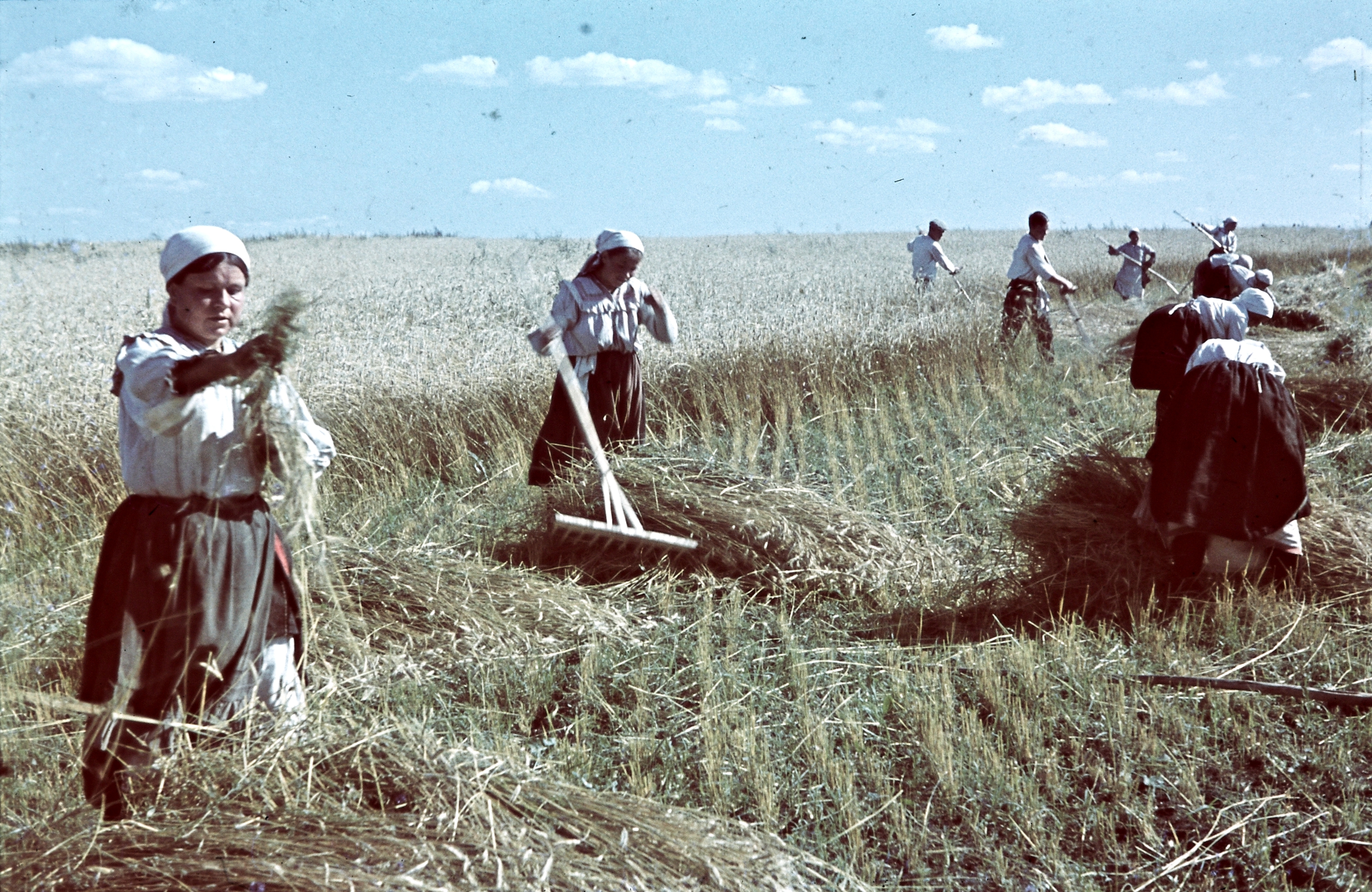
Процесс уборки урожая на временно оккупированных территориях СССР. Подобного рода полевые работы также приравнивались к сотрудничеству с противником.

### Мнение коллаборационистов
Анатолий Макриди, редактор нацистской русскоязычной газеты «За родину», так объяснял причины как своего, так и русского коллаборационизма во Второй мировой войне:

Мне кажется, все плохо названные «коллаборанты», не искавшие личных выгод, рассуждали одинаково: с любой немецкой оккупацией после войны мы бы справились, даже без особого труда, в течение нескольких лет, а с большевизмом не справились до сих пор, не справимся никогда.
— 
Схожую с А. Г. Макриди точку зрения высказывала симпатизирующая РОА Лидия Тимофеевна Осипова (наст. имя Олимпиада Георгиевна Полякова) в «Дневнике коллаборантки», опубликованном историком Олегом Будницким в сборнике «Свершилось. Пришли немцы!»:

Каковы бы ни были немцы — хуже не будет. Да и что нам до немцев. Жить-то будем без них. У всех такое самочувствие, что вот, наконец, пришло то, чего мы все так долго ждали и на что не смели даже надеяться, но в глубине сознания всё же крепко надеялись. Да и, не будь этой надежды, жить было бы невозможно и нечем. А что победят немцы — сомнений нет. Прости меня, Господи! Я не враг своему народу, своей родине. Не выродок. Но нужно смотреть прямо правде в глаза: мы все, вся Россия, страстно желаем победы врагу, какой бы он там ни был. Этот проклятый строй украл у нас всё, в том числе и чувство патриотизма…
— «Свершилось. Пришли немцы!»
 Сам историк считал подобные мотивы сотрудничества с оккупантами бессмысленным и неоднократно называл их «сделкой с дьяволом». Сотрудничавший с Вермахтом Роман Редлих, активист НТС, идеей которого была «Не с Гитлером, не со Сталиным, а с русским народом!», определял мотивы коллаборационизма некоторых деятелей, например, создателя РОНА Бронислава Каминского, как исключительно антисоветские. Автор популярной книги, коллаборационист Александр Казанцев писал о том, что многие русские коллаборационисты видели себя «третьей силой», к которой он причислял и себя, а их сотрудничество с немцами являлось вынужденным служением врагу с целью победы над поработившей русский народ «жесточайшей коммунистической сверхдиктатурой» и, в конечном итоге, достижения некой русской цели.

## Начальный этап
В 1941 году немецкое командование не имело планов создания каких-либо органов для координации коллаборационистского движения. Некоторые чины РОВС и ветераны Белой армии убыли на фронт в качестве переводчиков вермахта. В СССР отдельные добровольцы (хиви) использовались вермахтом практически с начала кампании, а на оккупированных территориях формировались отряды вспомогательной полиции. Первые формирования из советских военнопленных относятся к концу лета 1941 года.
В августе 1941 года в составе 6-й пехотной дивизии в г. Велиж был сформирован русский отряд под командованием капитана А. Заустинского, принявший участие в боях под Вязьмой и Ржевом. А в составе 9-й армии в её тылу с партизанами в конце 1941 года воевали 2 русские роты.
К концу 1941 — началу 1942 года в концлагерях из антисоветски настроенных пленных красноармейцев стали стихийно формироваться группы активистов, надеявшихся на поддержку германского командования. В Смоленске при штабе группы «Центр» был сформирован батальон пропаганды из русскоязычных, для убеждения местного населения не поддерживать партизан.
В июне 1942 года в Дорогобуже бывший белоэмигрант и капитан немецкой разведки В. Бишлер создал отряд «Военная команда охотников Востока», состоявший из 600 человек. Этот «отряд Бишлера» в течение нескольких месяцев уничтожил партизан на прилегающей территории, и последние так и не смогли восстановить свою деятельность.

## Власовское движение (КОНР и РОА)

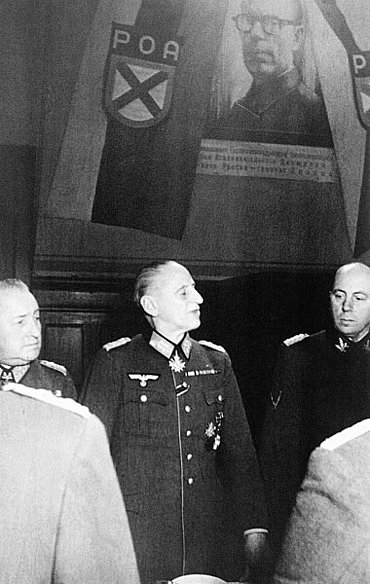
Эрнст-Август Кёстринг, начало 1945 г.; на фоне видны символы власовского движения — портрет Власова, Андреевский флаг и бело-сине-красный флаг России

Русская Освободительная Армия, РОА — коллаборационистское воинское подразделение, сформированное из советских военнопленных в ходе Второй мировой войны в Германии. Кроме бывших военнопленных в деятельности РОА в небольших количествах участвовали офицеры эмигранты и белогвардейцы. В январе 1945 года РОА возглавил бывший генерал-лейтенант РККА Андрей Власов, с ноября 1944 года возглавлявший Комитет освобождения народов России (КОНР). Главной задачей власовского движения была смена власти в СССР путём вооружённого свержения. В отличие от большинства европейских политических коллаборационистов, власовцы провозглашали идеалы демократии, социальной справедливости и революции 1917 года, что закрепилось в манифесте КОНР; сотрудник нацистского министерства пропаганды Э. Тауберт характеризовал движение как «жидкую настойку из либеральной и большевистской идеологий» с «сильными англофильскими симпатиями» и «идеей возможной перемены курса», то есть отказа от сотрудничества с нацизмом, которая «не борется с еврейством и вообще не признаёт еврейского вопроса», и противопоставлял Власова Каминскому в пользу последнего. В мае 1945 года 1-я дивизия РОА приняла участие в антифашистском Пражском восстании. После казни Власова и его соратников были попытки возродить движение в эмиграции, чему способствовал меньшевик Б. И. Николаевский.
После начала министерством пропаганды Третьего Рейха кампании в поддержку «армии Власова» (реально не существовавшей до ноября 1944 года) в конце 1942 года в советской пропаганде (а позднее, и долгое время во всей советской историографии) «власовцами» стали называть вообще всех советских граждан, так или иначе служивших в частях вермахта и СС. В том числе, так именовали и многочисленных так называемых «хиви» («хильфсвиллиге» — «добровольные помощники») в составе частей вермахта и люфтваффе, не имевших никакого отношения ни к РОА, ни к Власову, ни к СС, которых обмундировали в обычную немецкую и даже трофейную форму, но с немецкими кокардами и нашивками.
КОНР был образован 14 ноября 1944 года. Политическим руководящим органом КОНР стал возглавляемый Власовым Президиум КОНР в составе генерал-майоров Ф. И. Трухина и В. Ф. Малышкина, генерал-майора профессора Д. Е. Закутного, генерал-лейтенантов Г. Н. Жиленкова и Е. И. Балабина, профессоров Ф. П. Богатырчука (представлял Украинский национальный совет), Н. Н. Будзиловича (представлял Белорусский национальный совет) и С. М. Руднева. На идейную платформу КОНР оказал влияние убитый нацистами сподвижник Власова М. А. Зыков, еврей, называвший себя марксистом, на первых порах бывший главным идеологом власовцев. Много для создания РОА сделал служивший в германской армии капитан В. К. Штрик-Штрикфельдт.
В РОА были бывшие белогвардейцы: полковники К. Г. Кромиади, И. К. Сахаров, подполковник А. Д. Архипов; Власова поддержали генералы А. А. фон Лампе, А. М. Драгомиров, Н. Н. Головин, Ф. Ф. Абрамов, Е. И. Балабин, И. А. Поляков, Донской атаман Г. В. Татаркин. Немало белоэмигрантов служило и в других, изначально не связанных с РОА русских добровольческих формированиях, но в последние месяцы и дни войны формально присоединённых к РОА — Русском Корпусе, бригаде генерала А. В. Туркула в Австрии, 1-й Русской национальной армии, полку «Варяг» полковника М. А. Семёнова, отдельном полку полковника Кржижановского, в многочисленных казачьих соединениях (15-й Казачий кавалерийский корпус и Казачий стан), и многих других.

## Движение Каминского (НСТПР) и 1-я русская дивизия СС

Знак отличия «каминцев» после создания 1-й русской дивизии СС «РОНА» с их основным символом — Георгиевским крестом

РОНА (Русская освободительная народная армия, Бригада Каминского) — коллаборационистские воинские формирования, созданные Б. В. Каминским на территории «Локотской республики» во время Великой Отечественной войны. Была сформирована как вспомогательное вооружённое формирование «Локотской республики», коллаборационистской администрацией, руководимой К. П. Воскобойником и позже самим Каминским. Каминский и Воскобойник в 1941 году организовали свою русскую нацистскую партию, в 1943 году получившую название Национал-социалистическая трудовая партия России (НСТПР), и проводили политику на основе нацистской идеологии. Каминский надеялся после войны возглавить русское нацистское государство и считал себя конкурентом Власова, к которому относился негативно: Каминский на тот момент, в отличие от Власова, имел реальное вооружённое формирование, в плане чего был сильнее, но опасался, что так как власовская платформа не была идейно нацистской, движение Власова в будущем предаст Гитлера и дело борьбы с «иудо-большевизмом», в чём оказался прав, в то время как сам сохранивший верность нацизму Каминский впоследствии был расстрелян СС.
Первоначально формирования РОНА действовали против партизан Брянской области. Летом 1943 года в ходе перелома в войне партизанское движение оправилось от своих первоначальных поражений, и РОНА начала нести большие потери, несмотря на немецкую помощь. На Каминского было совершено несколько партизанских покушений.
Члены РОНА принимали участие в неудачной для германской армии операции «Цитадель» на Курской дуге, после чего были вынуждены покинуть Локотскую республику вместе с примкнувшими к ним 50 тыс. гражданских лиц и отступавшими немецкими частями.
В 1944 году Бригада Каминского была переименована в 29-ю добровольческую пехотную дивизию СС (1-ю русскую) (29. Waffen-Grenadier-Division der SS «RONA» (russische Nr. 1)). В этот период подразделение действовало совместно с Бригадой Дирлевангера, принимая участие в операциях по подавлению партизанского движения в Белоруссии, за которые Каминский был награждён Железным крестом. 29-я добровольческая пехотная дивизия СС (нем. 29. Waffen-Grenadier-Division der SS „RONA“ (russische Nr. 1)) формировалась с августа 1944 года на территории Польши на базе штурмовой бригады РОНА, комплектовалась гражданами СССР славянских национальностей. В октябре 1944 года, ввиду явной неудачи, формирование было прекращено, а номер передан итальянской дивизии СС. Личный состав дивизии был передан на формирование 600-й пехотной дивизии (см. также статью Список дивизий вермахта и войск СС).
1 августа 1944 года, когда Армия Крайова подняла восстание в Варшаве, Бригада Каминского приняла активное участие в его подавлении, отличившись в убийствах гражданского населения и мародёрстве. После расстрела Каминского остатки его бригады влились в РОА Власова.
После окончания войны некоторые члены РОНА продолжили борьбу, как, например, отряд Николая Козина; вооружённые столкновения с подразделениями НКВД продолжалось на территории Брянщины и Орловщины вплоть до 1951 года. Например, в 1951 году, во время ликвидации повстанческого отряда (из жителей села Лагеревки Комаричского района), со стороны сотрудников МГБ было убито и ранено несколько десятков человек, включая начальника отделения госбезопасности района — капитана Ковалёва.

### Униформа и знаки различия
Бригада по своему внешнему виду мало чем отличалась от партизанских отрядов. Специальной формы одежды установлено не было. В конце 1942 года РОНА получила старое обмундирование бывшей чехословацкой армии. В мае 1943 года был введён нарукавный щит с чёрным Георгиевским крестом на белом поле и жёлтыми буквами «РОНА». Офицеры бригады носили погоны и петлицы РОА, вермахта и войск СС, а солдаты зачастую обходились вовсе без знаков различия.
На той же территории, уже после ухода РОНА, сопротивление населения органам Советской власти, сопровождавшееся частыми вооружёнными столкновениями с подразделениями НКВД, продолжалось на территории Брянщины и Орловщины вплоть до 1951 года.

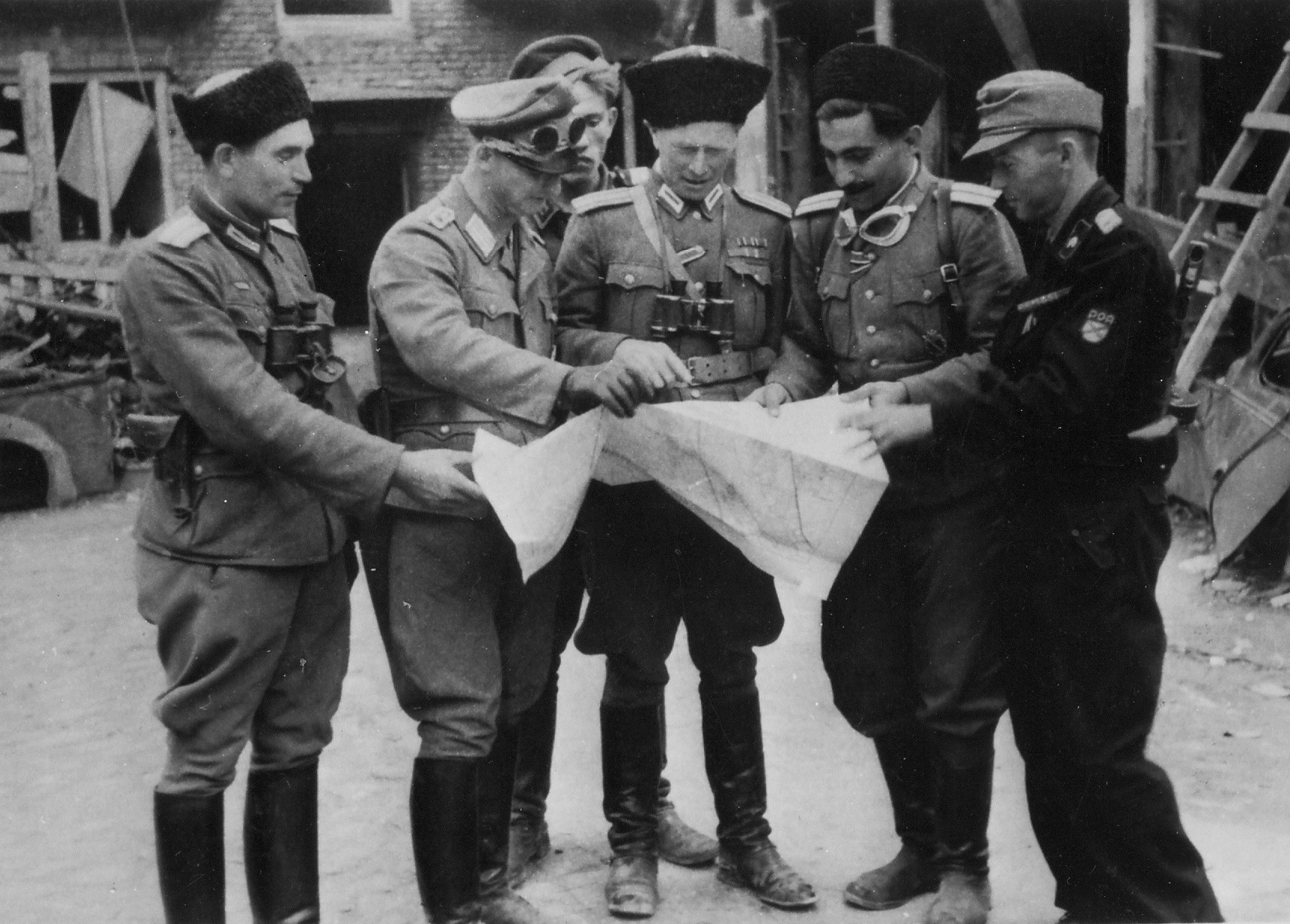
Командующий офицер — майор (в центре) с офицерами РОНА во время Варшавского восстания. Офицер справа от Ивана Фролова — лейтенант Михальчевский. Офицер справа в форме танкиста с нашивкой РОА — Михаил Октан, пропагандист, редактор ряда оккупационных газет и де-факто бургомистр оккупированного г. Орёл. Польша, август, 1944

### СБПБ М. Октана
В 1944 году у Каминского появился конкурент — Михаил Октан, пропагандист, редактор ряда оккупационных газет и де-факто бургомистр оккупированного г. Орёл, кадровый сотрудник СД. Весной 1944 года в Бобруйске он объявил о создании Союза борьбы против большевизма, политической организации, направленной на трудовое и военное сотрудничество с немецкими властями, формировавшей военизированные отряды — Охранные дружины (ОД), которые должны были защищать оккупационные власти силами местных жителей и бороться с партизанами. Функции НСТПР Каминского и СБПБ Октана были схожими: обе агитировали отправляться на работы в Третий Рейх и записываться в созданные ими вспомогательные военные формирования (РОНА и ОД); обе были схожи идеологически, основываясь на грубом и резком антисемитизме и призывая к борьбе с «жидобольшевизмом»; Октан и Каминский оба позиционировали себя националистами, хотя Каминский создавал русскую партию, а Октан готов был принимать в свои ряды представителей и других национальностей. Были сходства и в символике: главным символом обеих организаций был Георгиевский крест, но Октан также использовал и Георгиевские ленты, на которых также основывался его флаг. Для вступления было необходимо присягнуть лично Гитлеру. В августе 1944 вместе с каминцами Октан участвовал в подавлении Варшавского восстания, организация прекратила существование в 1945 году в связи с поражением Германии.

## 30-я добровольческая пехотная дивизия СС (2-я русская)
30-я добровольческая пехотная дивизия СС (нем. 30. Waffen-Grenadier-Division der SS (russische Nr. 2) находилась на формировании с августа 1944 года. Формировалась на основе полицейской бригады «Зиглинг», состоявшей из украинских и белорусских полицейских батальонов. В результате была сформирована как 30-я добровольческая пехотная дивизия СС (1-я белорусская), в декабре 1944 года была расформирована. Личный состав был направлен в армию Власова, а немецкие офицеры в 25-ю дивизию и 38-ю дивизию СС «Нибелунги».
Основные боевые подразделения (сентябрь 1944): 75-й, 76-й и 77-й пехотные (гренадерские) полки СС, 30-й артиллерийский полк СС, 30-й истребительно-противотанковый батальон, 30-й сапёрный батальон, 30-й батальон связи.

## Организация Цеппелин
В рамках набора добровольцев Организацией Цеппелин в лагерях для военнопленных были созданы такие организации как Боевой союз русских националистов и Политический центр борьбы с большевизмом. Первый возглавил подполковник В. В. Гиль, взявший себе псевдоним — Родионов; второй создавался усилиями бывшего комбрига РККА И. Г. Бессонова. Эти организации существовали сравнительно недолго.

### ПЦБ И. Бессонова
Политический центр борьбы с большевизмом (ПЦБ) создавался бывшим комбригом РККА Иваном Бессоновым, в 1930-е годы служившим в ОГПУ и НКВД. Основной идеей Бессонова было создать военно-политическую организацию, которая, высаживаясь в исправительно-трудовых лагерях ГУЛАГ, могла бы развёртывать там успешные вооружённые восстания; на этой базе Бессонов надеялся создать повстанческое движение. Предложениями Бессонова заинтересовалась РСХА, и в июне 1942 года в Бухенвальде ПЦБ начал свою работу; при ПЦБ выпускались пропагандистские материалы, была написана политическая программа, предусматривавшая после свержения «большевизма» введение на территории СССР военной диктатуры, за которой должны были последовать всеобщие выборы. Бессонов составил план, по которому десант из бывших военнопленных должен был организовать вооружённое восстание в советских лагерях и двинуться на юг, завладев промышленными центрами Урала; предполагалась и поддержка Финляндии. Во время развёртывания своего ПЦБ, до мая 1943 года Бессонов выполнял ряд ответственных заданий РСХА. Перед реализацией своего плана Бессонов хотел получить гарантии отсутствия у нацистов захватнических намерений в отношении СССР. В итоге, из-за многих политических требований, нацисты предложили Бессонову переговорить об этом с Власовым; по дороге на встречу Бессонов был арестован и помещён в Заксенхаузен на специальный привилегированный режим содержания, а его группы были переданы немецкому командованию и расформированы после дезертирства ряда ближайших сподвижников Бессонова. В качестве пробы сил в рамках операции ГУЛАГ в Коми были заброшены две небольшие группы немецких диверсантов в форме НКВД, члены которых были убиты или взяты в плен и не вышли на связь.

### «Дружина» Гиля-Родионова
Боевой союз русских националистов (БСРН), или «Дружина № 1», был создан весной 1942 года. После своего создания в лагере для военнопленных Сувалки и концлагере Заксенхаузен он размещался в Польше и участвовал в операциях против польских партизан; члены БСРН также забрасывались на территорию СССР в диверсионно-разведывательных группах. В мае на основе этого формирования была создана 1-я русская национальная бригада СС «Дружина». В августе 1943 года бригада перешла на сторону советских партизан и была переоформлена в названии как 1-я Антифашистская партизанская бригада.

## Формирования белой эмиграции

### Дивизия «Руссланд»
Дивизия «Руссланд» (с марта 1945 года — «1-я Русская национальная армия») — военное формирование, действовавшее в составе вермахта в годы Великой Отечественной войны под руководством генерала Хольмстон-Смысловского (генерал-майор вермахта, действовавший под псевдонимом Артур Хольмстон)
Сформирована и имела разный статус и наименования с июля 1941 года. Не входила в состав РОА и являлась самостоятельным формированием, в результате разногласий Хольмстон-Смысловского с руководителем РОА генералом Власовым.

### Русский корпус
Русский корпус (Русский охранный корпус, Русский корпус в Сербии (нем. Russisches Schutzkorps Serbien) — организован в 1941 году после оккупации нацистами Югославии. В то время в Югославии жило много белых офицеров. Летом 1941 года по Югославии прокатилась волна убийств сербскими коммунистическими партизанами русских эмигрантов и их семей. Генерал-майор М. Ф. Скородумов выступил с инициативой организации русской части для защиты эмигрантского населения. 12 сентября 1941 года он отдал приказ о формировании Отдельного Русского Корпуса, получив согласие немецкого полковника Кевиша. Скородумов пытался добиться максимальной автономности корпуса от немецкого командования, что вызвало конфликт и вскоре Скородумов был арестован немцами. Формирование корпуса однако продолжилось под командованием другого русского эмигранта — Бориса Штейфона.
Корпус в основном использовался для охраны югославской территории от коммунистических партизан Тито. С четниками Драголюба Михайловича корпус в основном поддерживал нейтральные отношения. В 1944 году немцы приказали корпусу прикрывать их отход из Греции. В это время корпус участвовал в боях не только с титовскими партизанами, но и с регулярными частями Красной армии и её новыми румынскими и болгарскими союзниками. Зимой 1944—1945 годов после создания Русской освободительной армии Б. Штейфон встретился с Власовым и они договорились о включении корпуса в состав РОА. В это время корпус отступал в Словению.

## Казаки
В отличие от иных проектов формирования национальных частей из бывших граждан СССР, Гитлер и его ближайшее окружение благосклонно смотрели на идею формирования казачьих частей, так как придерживались теории о том, что казаки являлись потомками готов, а значит принадлежали не к славянской, а к арийской расе. К тому же, в начале политической карьеры Гитлера, его поддерживали некоторые казачьи лидеры. Третий рейх сумел привлечь на свою сторону довольно большое число казаков. Идея реванша за проигранную гражданскую войну, обретения казачьей государственности и создания независимого государства «Казакии» с помощью нацистской Германии именно в годы Великой Отечественной войны обрели новое дыхание и превратили казачьи части в составе Вермахта в орудие борьбы против советской власти.
В первый же день начала Германией военных действий против СССР находившийся в эмиграции казачий атаман Всевеликого войска Донского Пётр Николаевич Краснов обратился к казакам с воззванием:

Я прошу передать всем казакам, что эта война не против России, но против коммунистов, жидов и их приспешников, торгующих Русской кровью. Да поможет Господь немецкому оружию и Гитлеру! Пусть совершат они то, что сделали для Пруссии русские и император Александр I в 1813 году.

### Казачий Стан
В октябре 1942 в оккупированном германскими войсками Новочеркасске с разрешения немецких властей прошёл казачий сход, на котором был избран штаб Войска Донского. Начинается организация казачьих формирований в составе вермахта, как на оккупированных территориях, так и в эмигрантской среде. Создание казачьих частей возглавил бывший полковник царской армии Сергей Васильевич Павлов, в советское время работавший инженером на одном из заводов Новочеркасска. Инициатива Павлова была поддержана Петром Николаевичем Красновым.
Весной 1943 года в Берлине вышел первый номер журнала «На казачьем посту», в котором Краснов писал:

Идите в германские войска, идите с ними и помните, что в Новой Европе Адольфа Гитлера будет место только тем, кто в грозный и решительный час последней битвы нелицемерно был с ним и германским народом.

### Дивизия Паннвица и 15-й казачий кавалерийский корпус СС
Помимо других казачьих формирований, 1 июля 1943 была сформирована 1-я казачья дивизия, командиром которой был назначен немецкий генерал-майор Гельмут фон Паннвиц. С 25 сентября 1943 года дивизия воевала на территории Независимого государства Хорватия против Народно-освободительной армии Югославии. Передача в августе 1944 года иностранных национальных формирований вермахта в ведение СС отразилась и на судьбе 1-й Казачьей кавалерийской дивизии. На состоявшемся в начале сентября 1944 года в ставке Гиммлера совещании с участием фон Паннвица и других командиров казачьих формирований было принято решение о развёртывании 1-й казачьей кавалерийской дивизии фон Паннвица, пополненной за счёт частей, переброшенных с других фронтов, в корпус. Одновременно предполагалось провести среди оказавшихся на территории рейха казаков мобилизацию, для чего при Главном штабе СС был образован специальный орган — Резерв казачьих войск во главе с генерал-лейтенантом А. Г. Шкуро. Генерал П. Н. Краснов с марта 1944 года возглавил созданное под эгидой восточного министерства Главное управление казачьих войск. Шкуро и Краснов обратились к казакам с призывами подниматься на борьбу с большевизмом.
Очень колоритной фигурой среди командиров казачьих воинских частей был участник советско-финской войны, майор Красной армии награждённый орденом Красной Звезды, а впоследствии полковник Вермахта, награждённый железными крестами I и II класса Иван Кононов.
Приказом от 25 февраля 1945 года дивизия Паннвица была преобразована в 15-й Казачий кавалерийский корпус войск СС. 1-я и 2-я бригады переименовывались в дивизии без изменения их численности и организационной структуры. На базе 5-го Донского полка Кононова началось формирование Пластунской бригады двухполкового состава с перспективой развертывания в 3-ю казачью дивизию. Конно-артиллерийские дивизионы в дивизиях переформировывались в полки. Общая численность корпуса достигла 25 000 солдат и офицеров, в том числе, от 3000 до 5000 человек немцев. Помимо этого, на завершающем этапе войны вместе с 15-м казачьим корпусом действовали такие формирования, как Калмыцкий полк (до 5000 человек), кавказский конный дивизион, украинский батальон СС и группа танкистов РОА, с учётом которых под командованием группенфюрера и генерал-лейтенанта войск СС (с 1 февраля 1945 года) Г. фон Паннвица находилось 30—35 тыс. человек.
В марте 1945 г. части 15-го казачьего корпуса участвовали в последней крупной наступательной операции вермахта, успешно действуя против болгарских частей на южном фасе Балатонского выступа.

### Главное управление казачьих войск
31 марта 1944 года было создано Главное управление казачьих войск Имперского министерства оккупированных восточных территорий (ГУКВ) — подразделение в составе восточного министерства нацистской Германии, которое выполняло функции верховного органа управления казачьими боевыми частями и массами беженцев, оно также носило неофициальные названия: «Временное казачье правительство заграницей», «Временное Казачье правительство на чужбине», «Временное казачье правительство в Германии». После создания ГУКВ всё руководство казаками на территории Германии и подконтрольных ей территориях было сосредоточено в руках популярного в казачьих кругах атамана П. Н. Краснова, а не десятков атаманов с разными политическими взглядами как было до его создания.
В 1994 Гельмуту фон Паннвицу, Андрею Шкуро, Петру Краснову, Султану Клыч-Гирею, Тимофею Доманову и другим русским коллаборационистам в Москве был установлен памятник. Он был установлен с названием «Воинам русского общевоинского союза, русского корпуса, казачьего стана, казакам 15 кавалерийского корпуса, павшим за веру и отечество» у храма Всех Святых, до сих пор вызывающий в прессе неоднозначную реакцию из-за своего статуса центрального места сбора неонацистских группировок. Памятник был установлен на деньги товарищества 15-го казачьего кавалерийского корпуса СС им. генерала фон Паннвица, при содействии группы германских ветеранов Второй мировой войны и русских белоэмигрантов. 8 мая 2007 года, в преддверии Дня Победы памятник был разрушен неустановленными лицами.

## Памятники и мемориальные объекты, посвящённые русским коллаборационистам

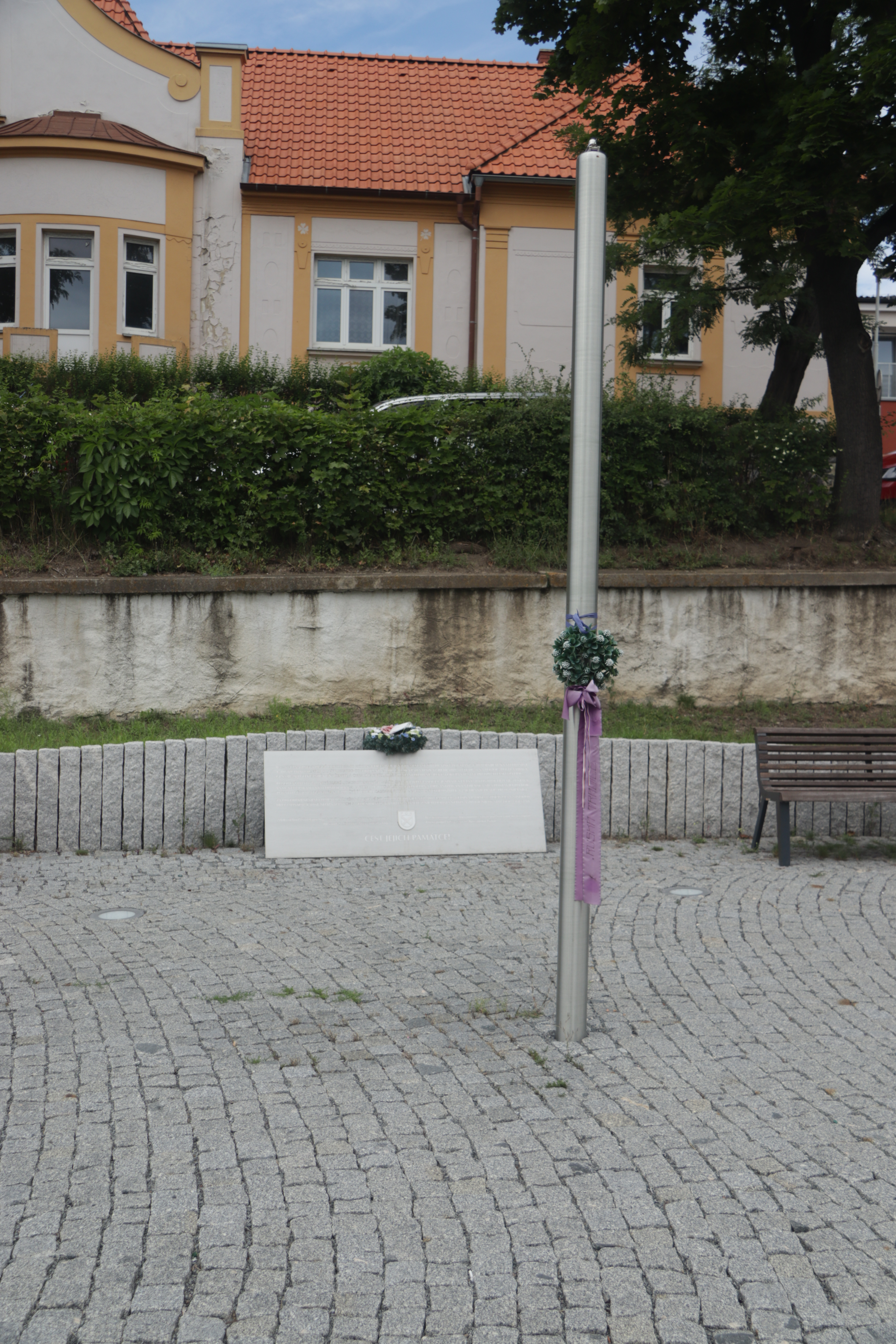
Памятник участию РОА в Пражском восстании с мемориальной доской и небольшой скульптурой на вершине металлической мачты, 2020

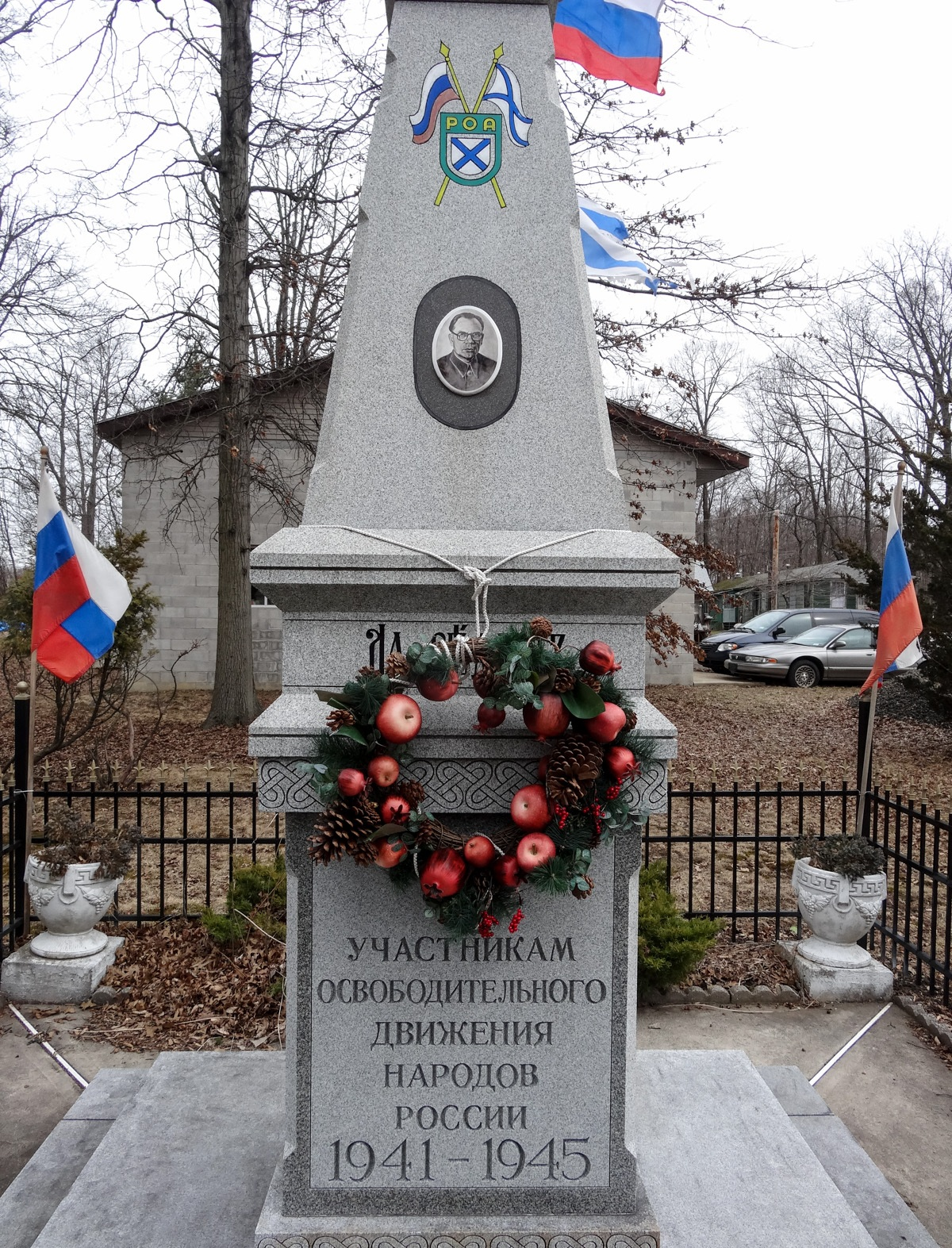
Мемориал А. А. Власову и бойцам РОА на кладбище Новодивеевского женского русского православного монастыря в Нью-Йорке

- Мемориальный монумент в австрийском городе Линц, посвящён атаманам Краснову, Шкуро, немецкому генералу фон Паннвицу и всем казакам 15-го кавалерийского корпуса СС и членам их семей;
- Памятная плита «Воинам Русской Освободительной Армии Власова» в г. Платлинг под Мюнхеном, Германия;
- Мемориальный монумент «Воинам Русского Освободительного Движения и чинам РОА», православная часовня-памятник «Воинам Русского Корпуса, воевавшим на Балканах в 1941—1945 гг», г. Ново-Дивеево, предместья Нью-Йорка, США;
- Памятник казакам Казачьего Стана — Глендор, Лос-Анджелес, США;
- Памятник казакам Казачьего Стана, установлен на Православном Свято-Владимирском кладбище в Нью-Джерси, США;
- Католический храм Пресвятой Богородицы, посвящён памяти казаков 15-го Кавалерийского Корпуса СС — Северная Италия, посёлок Тимау, область Фриули;
- Крест-памятник «Воинам Русской Освободительной Армии (РОА)», установлен на Ольшанском кладбище — Прага, Чехия;
- Мемориальная плита посвящённая фон Паннвицу, А. Г. Шкуро, П. Н. Краснову, Султану Клыч-Гирею, Т. Н. Доманову и др. — «Воинам русского общевоинского союза, русского корпуса, казачьего стана, казакам 15 кавалерийского корпуса СС, павшим за веру и отечество» — храм Всех Святых, Москва, Россия. 8 мая 2007 года, в преддверии Дня Победы, памятник был разрушен антифашистами[48][49]. Настоятель храма протоиерей Василий Бабурин отметил, что данная плита не имеет никакого отношения к храму Всех Святых. От памятника оставался небольшой осколок, пока в 2014 году он не был заменён на плиту «Казакам, павшим за Веру, Царя и Отечество».
- 4 августа 2007 года в станице Еланской (Ростовская область) состоялось открытие и освящение Мемориального комплекса «Донские казаки в борьбе с большевиками» и памятника П. Н. Краснову. В Мемориальный комплекс входят музей и архив[50].
- Русский памятник (Лихтенштейн) (1980) — Хинтер-Шелленберг, Лихтенштейн.
- Памятник и мемориальная доска Русской освободительной армии — в Ржепорие на западе Праги, открыты 30 апреля 2020 года в 75-ю годовщину Пражского восстания и освобождения Чехословакии от нацистской оккупации. Установка памятника вызвала протесты со стороны МИД РФ.

## Попытки реабилитации
Националистические и монархические организации, как в Российской Федерации, так и за рубежом, неоднократно обращались в государственные органы РФ с просьбами о реабилитации отдельных русских коллаборационистов. Основным мотивом в этих просьбах звучало мнение о том, что русские коллаборационисты сражались не за Германию, а за наследие исторической России, продолжали Белое дело, исполняли долг православных христиан. В качестве примера приводились лидер черносотенцев Марков, черносотенец Мельский, глава РПЦЗ Анастасий, экзарх Прибалтики РПЦ МП Сергий (Воскресенский), белые генералы Краснов, Шкуро, Доманов, Туркул, Сахаров, Смысловский, Каульбарс, Скородумов, Штейфон и др.
Определением Военной коллегии Верховного суда РФ от 25 декабря 1997 года П. Н. Краснов, А. Г. Шкуро, Султан Клыч-Гирей, С. Н. Краснов и Т. И. Доманов признаны обоснованно осуждёнными и не подлежащими реабилитации, о чём уведомлены все инициаторы обращений по вопросу реабилитации указанных лиц.

Во имя чего человек принимает несвойственную человеческой природе пораженческую позицию? Если во имя человеческого существования — это одно; если во имя гитлеризма — это совершенно другое. Человек, воевавший на стороне Гитлера, мог надеяться только на то, что в России ужасающий строй будет заменён другим, ещё более ужасным. Некоторые бывшие друзья гитлеровцев теперь совершенно серьёзно утверждают, будто они рассчитывали сначала с помощью Гитлера уничтожить большевизм, а затем освободить Россию от гитлеризма уже каким-то другим, очевидно, им известным способом. Я не сомневаюсь, что у 99 из 100 никакого такого расчёта не было и быть не могло. Если же такой расчёт был, то он в лучшем случае свидетельствует о бесконечной политической простоте и наивности.
Однако, поскольку дело идёт о мне лично, скажу ещё раз, что я в мыслях не имел «травить» или «клеймить» бывших друзей гитлеровцев. Я отлично знаю, что как люди они (те, что жили в России) могли бы сослаться на «смягчающие обстоятельства».
— Письмо Марка Алданова к Василию Маклакову от 7 сентября 1948 года

## Список русских коллаборационистских формирований и организаций

### Военные и полицейские формирования
- Боевой союз русских националистов
- Бригада Асано — русские подразделения Квантунской армии
- Дивизия «Руссланд» (Дивизия «Россия» / Зелёная армия особого назначения/ 1-я Русская национальная армия)
- Кавалерийский дивизион «Фюрст фон Урах»[источник не указан 1889 дней]
- Казачий Стан (а также: 15-й казачий кавалерийский корпус СС, 1-я казачья дивизия, 3-я казачья пластунская дивизия, казачья кавалерийская бригада генерала Туркула, казачья пластунская бригада полевой полиции, 1-й Донской казачий полк, 2-й Донской казачий полк, 360-й казачий пехотный (гренадерский) полк, 454-й казачий полк кавалерии, казачий кавалерийский полк «Платов», казачий полк особого назначения Абвергрупы-201, казачий кавалерийский полк «Юнгшульц», 1-й Кубанский конный полк, 1-й атаманский казачий полк, 1-й Синегорский казачий атаманский полк, 5-й Кубанский казачий пластунский полк, 7-й сводный казачий полк, 37-й казачий полицейский стрелковый полк, казачий егерский дивизион «Бем», 403-й восточный казачий дивизион, 580-й восточный кавалерийский дивизион, 82-й казачий эскадрон, 622-й казачий батальон, 623-й казачий батальон, 624-й казачий батальон, 625-й казачий батальон, 631-й казачий батальон, 444 казачий кавалерийский дивизион, 68-й казачий конный батальон вспомогательной полиции, 69-й казачий батальон, 72-й казачий охранный дивизион, 73-й казачий охранный дивизион, 74-й казачий охранный дивизион, 82-й казачий эскадрон, 638-я казачья рота, 5-й казачий Симферопольский эскадрон, казачий эскадрон 4-го охранного велосипедного полка, казачий разведывательный дивизион)[источник не указан 1889 дней]
- Организация Цеппелин
- РННА
- РОНА
- РОА (ВС КОНР)
  - ВВС КОНР
  - 1-я дивизия РОА / ВС КОНР (600-пехотная дивизия вермахта)
  - 2-я дивизия РОА/ВС КОНР (650-я пехотная дивизия)
  - 3-я дивизия РОА/ВС КОНР (700-я пехотная дивизия)
- Русская караульная рота «Гомель»[источник не указан 1889 дней]
- Русский корпус
- Русский отряд 9-й армии вермахта
- Русский ост-батальон «Шелонь»
- Русская вспомогательная полиция (шуцманшафт)
  - Батальон Муравьёва
  - Русская гражданская вспомогательная полиция, Севастополь
  - Бригада вспомогательной полиции порядка «Зиглинг»
- Хиви
- 1-й восточный запасной полк «Центр»[источник не указан 1889 дней]
- 601-й ост-батальон «Березина»[источник не указан 1889 дней]
- 602-й ост-батальон[источник не указан 1889 дней]
- 645-й батальон[источник не указан 1889 дней]
- 654-й ост-батальон[источник не указан 1889 дней]
- 581-й батальон полевой жандармерии[источник не указан 1889 дней]
- Гвардия русской фашистской партии[источник не указан 1889 дней]
- Корпус русской монархической партии[источник не указан 1889 дней]
- Русские на службе японских и маньчжурских спецслужб Маньчжоу-Го
- СС
  - 29-я добровольческая пехотная дивизия СС «РОНА» (1-я русская)
  - 30-я добровольческая пехотная дивизия СС (2-я русская)
  - 1-я русская национальная бригада СС «Дружина», известна также как 1-й Русский национальный отряд СС
  - Добровольческий полк СС «Варяг»
  - Добровольческий полк СС «Десна»[источник не указан 1889 дней]
  - Русский личный состав в дивизии СС «Валлония»
  - Русский личный состав в дивизии СС «Дирлевангер»[источник не указан 1889 дней]
  - Русский личный состав в дивизии СС «Шарлемань»[источник не указан 1889 дней]

### Политические организации
- Всероссийская национальная партия[34]
- Комитет освобождения народов России (КОНР)
  - Русский комитет
- Народно-трудовой союз российских солидаристов
- Локотская и Лепельская республики
  - Национал-социалистическая трудовая партия России (Народная Социалистическая Партия России «Викинг» / «Витязь»)
- Национальная организация русской молодёжи
- Политический центр борьбы с большевизмом (см. Бессонов, Иван Георгиевич)
- Республика Зуева
- Российский Имперский Союз-Орден
- Российская фашистская партия
- Русская национально-автономная партия
- Русская национально-трудовая партия
- Российское национальное и социальное движение (РОНД / ПРО-РНСД / РНСД)
- Русская трудовая народная партия
- Союз борьбы против большевизма
- Союз русской молодёжи
- Шкловская республика

### Пропаганда
- Листовки нацистской Германии для СССР
- Периодические издания на оккупированной территории СССР в годы Великой Отечественной войны
  - Голос Крыма
  - Двинский вестник
  - За родину
  - Новый путь
  - Обзор русских газет
- Старая гвардия Ленина

### Прочее
- Высшая немецкая школа для русских офицеров
- Псковская православная миссия
- «Russen» (Россия) — агентство новостей и пропаганды[источник не указан 1889 дней]

## Персоналии
| Герои Советского Союза - Антилевский, Бронислав Романович - Бычков, Семён Трофимович - Меснянкин, Пётр Константинович Советские генералы - Благовещенский, Иван Алексеевич - Богданов, Павел Васильевич - Будыхо, Александр Ефимович - Власов, Андрей Андреевич - Закутный, Дмитрий Ефимович - Зыбин, Ефим Сергеевич - Малышкин, Василий Фёдорович - Наумов, Андрей Зиновьевич - Рихтер, Борис Стефанович - Трухин, Фёдор Иванович Генералы Русской Императорской армии - Абрамов, Фёдор Фёдорович - Агапеев, Владимир Петрович - Архангельский, Алексей Петрович - Бискупский, Василий Викторович - Гандурин, Иван Константинович - Головин, Николай Николаевич - Граббе, Михаил Николаевич - Колюбакин, Владимир Николаевич - Краснов, Пётр Николаевич - Флуг, Василий Егорович Религиозные деятели - Иоанн (Шаховской) - Киселёв, Александр Николаевич - Никон (Рклицкий) - Серафим (Лукьянов) - Сергий (Воскресенский) | Деятели культуры - Блюменталь-Тамарин, Всеволод Александрович - Мережковский, Дмитрий Сергеевич - Морфесси, Юрий Спиридонович - Филиппов, Борис Андреевич - Ширяев, Борис Николаевич - Шмелёв, Иван Сергеевич Прочие - Арцезо, Владимир Гаврилович - Алехин, Александр Александрович - Баерский, Владимир Гелярович - Базилевский, Борис Васильевич - Букин, Михаил Иванович - Буняченко, Сергей Кузьмич - Бялковский, Николай Петрович - Воскобойник, Константин Павлович - Гиль, Владимир Владимирович - Джованни, Дионисий Александрович - Дикий, Андрей Иванович - Жиленков, Георгий Николаевич - Зверев, Григорий Александрович - Зыков, Милетий Александрович - Каминский, Бронислав Владиславович - Султан Клыч-Гирей - Константинов, Дмитрий Васильевич - Кононов, Иван Никитич - Кошкин, Иван Алексеевич - Ларионов, Виктор Александрович | - Кромиади, Константин Григорьевич - Макарова, Антонина Макаровна - Макриди, Анатолий Григорьевич - Мальцев, Виктор Иванович - Марков, Николай Евгеньевич - Меандров, Михаил Алексеевич - Меллер-Закомельский, Александр Владимирович - Меньшагин, Борис Георгиевич - Нерянин, Андрей Георгиевич - Пермикин, Борис Сергеевич - Пономарёв, Василий Сергеевич - Рогожин, Анатолий Иванович - Романов, Владимир Кириллович - Рутыч, Николай Николаевич - Самутин, Леонид Александрович - Сахаров, Игорь Константинович - Севастьянов, Андрей Никитич - Семёнов, Михаил Александрович - Соколов, Пётр Петрович - Туркул, Антон Васильевич - Флауме, Анатолий Яковлевич - Хольмстон-Смысловский, Борис Алексеевич - Шальбург, Кристиан Фредерик фон - Шаповалов, Михаил Михайлович - Шкуро, Андрей Григорьевич - Штейфон, Борис Александрович |

## Отражение в художественной литературе
- Василь Быков. Сотников. / Повести. Днепропетровск: Проминь, 1987
- Александр Карасёв. Предатель. (рассказ) // «Урал» № 8, 2009